# 新城街道 (东港市)
新城街道，是中华人民共和国辽宁省丹东市东港市下辖的一个乡镇级行政单位。

## 行政区划
新城街道下辖以下地区：
柞木社区、新沟北社区、刘家泡社区、单家井社区、新农村、宣城村、八棵树村、小寺村和桃源村。